# 웰레은사스주

웰레은사스 주

웰레은사스주(스페인어: Wele-Nzas)는 적도 기니의 주로, 주도는 몽고모이다. 면적은 5,478 km2이고, 인구는 191,383 명(2015년 기준)이다. 동쪽과 남쪽으로는 가봉과 국경을 맞대고 있으며 서쪽으로는 중남부 주, 북쪽으로는 키에은템 주와 인접해 있다.